# El Ojo de Agua del Sauz
El Ojo de Agua del Sauz är en ort i Mexiko.   Den ligger i kommunen Zináparo och delstaten Michoacán de Ocampo, i den centrala delen av landet, 300 km väster om huvudstaden Mexico City. El Ojo de Agua del Sauz ligger 1 954 meter över havet och antalet invånare är 101.
Terrängen runt El Ojo de Agua del Sauz är kuperad söderut, men norrut är den platt. Runt El Ojo de Agua del Sauz är det ganska tätbefolkat, med 54 invånare per kvadratkilometer. Närmaste större samhälle är Numarán, 13,2 km norr om El Ojo de Agua del Sauz. I omgivningarna runt El Ojo de Agua del Sauz växer huvudsakligen savannskog.